# Aquisição de Recurso é Inicialização
Aquisição de Recurso é Inicialização (conhecido pelo acrônimo RAII para o termo em língua inglesa Resource Acquisition Is Initialization) é um padrão de projeto de software para C++, D e Rust que combina a aquisição e liberação de recursos com inicialização e destruição de objetos.
Segundo a RAII, o uso de memória de um objeto inicia-se na sua declaração, e termina quando o objeto sai do escopo, seja porque a execução chegou ao final do bloco, ou porque uma exceção foi lançada. A liberação de memória é possível através do uso dos métodos destrutores da classe – a liberação da memória no destrutor garante que ela será realizada em qualquer caminho que o fluxo seguir, tornando o código seguro.

## Exemplo

### Alocação dinâmica de memória
Usualmente em C++, quando se é necessário alocar um array e outros objetos de forma dinâmica, isto é, durante a execução do programa, o operador new é utilizado para realizar a alocação de memória (que no contexto de RAII é um recurso), enquanto o operador delete[] é utilizada para a desalocação, como no exemplo abaixo:
```
void
 
exemplo
()

{

    
// Realiza a alocação dinâmica de memória

    
int
*
 
array
 
=
 
new
 
int
[
10
];

    

    
// Utiliza a variável

    
array
[
5
]
 
=
 
25
;

    

    
// Realiza a desalocação de memória quando não mais necessária

    
delete
[]
 
array
;

}

```

Caso a desalocação com o operador delete[] não seja realizada após o uso da variável array ter sido encerrado, a memória alocada inicialmente com o operador  new permanecerá alocada até o término da execução do programa, pois C++ não contém um coletor de lixo (em inglês: garbage collector) por padrão; este fenômeno é conhecido como vazamento de memória (em inglês: memory leak). Múltiplas ocorrências de vazamento de memória, sobretudo em estruturas de repetição (tais como for e while), podem eventualmente esgotar a memória do sistema conforme a aplicação é executada, levando a diminuição do desempenho e a falhas. O fenômeno é demonstrado no exemplo abaixo:
```
void
 
exemplo
()

{

    
// Realiza a alocação dinâmica de memória

    
int
*
 
array
 
=
 
new
 
int
[
10
];

    

    
// Utiliza a variável

    
array
[
5
]
 
=
 
25
;

    

}
 
/* A inclusão do operador de desalocação foi acidentalmente esquecida,

     a execução da função terminará mas a memória não utilizada permanecerá

     alocada para a variável array.

  */

```

Para solucionar este problema através do RAII, é possível encapsular e abstrair um array alocado dinamicamente através de uma classe RaiiArray cujo construtor RaiiArray(std::size_t tamanho) e destrutor ~RaiiArray() realizem a alocação e desalocação da memória necessária, respectivamente. Similar ao comportamento de um ponteiro inteligente, a alocação é realizada quando a classe é instanciada através do construtor, e a desalocação ocorre automaticamente pelo destrutor quando a execução do programa atinge o fim do escopo onde o objeto se encontra, como demonstrado no exemplo abaixo. O operador [] foi incluído para que o acesso aos índices do array seja feito de maneira similar a forma convencional.
```
class
 
RaiiArray

{

    
private
:

    
int
*
 
array
;

    

    
public
:

    
// O construtor realiza a alocação dinâmica de memória

    
RaiiArray
(
std
::
size_t
 
tamanho
)

    
{

        
this
->
array
 
=
 
new
 
int
[
tamanho
];

    
}

    

    
// O destrutor realiza a desalocação de memória

    
~
RaiiArray
()

    
{

        
delete
[]
 
this
->
array
;

    
}

    

    
// O operador [] retorna uma referência para o índice solicitado

    
int
 
&
 
operator
 
[]
 
(
std
::
size_t
 
i
)

    
{

        
return
 
this
->
array
[
i
];

    
}

};

void
 
exemplo
()

{

    
// Instancia a classe e realiza a alocação dinâmica de memória

    
RaiiArray
 
array
 
=
 
RaiiArray
(
10
);

    

    
// Utiliza a variável

    
array
[
5
]
 
=
 
25
;

    

}
 
/* O destrutor da instância é automaticamente executado quando ela sai

     do escopo da função, desalocando a memória alocada internamente pela

     instância e inibindo a ocorrência de vazamento de memória.

  */

```

Através do uso de templates, a classe acima poderia ser generalizada para um tipo genérico qualquer, como demonstrado abaixo:
```
#include
 
<string>

template
<
typename
 
T
>

class
 
RaiiArray

{

    
private
:

    
T
*
 
array
;

    

    
public
:

    
RaiiArray
(
std
::
size_t
 
tamanho
)

    
{

        
this
->
array
 
=
 
new
 
T
[
tamanho
];

    
}

    

    
~
RaiiArray
()

    
{

        
delete
[]
 
this
->
array
;

    
}

    

    
T
 
&
 
operator
 
[]
 
(
std
::
size_t
 
i
)

    
{

        
return
 
this
->
array
[
i
];

    
}

};

void
 
exemplo
()

{

    
RaiiArray
<
int
>
 
int_array
 
=
 
RaiiArray
<
int
>
(
10
);

    
RaiiArray
<
float
>
 
float_array
 
=
 
RaiiArray
<
float
>
(
10
);

    
RaiiArray
<
std
::
string
>
 
string_array
 
=
 
RaiiArray
<
std
::
string
>
(
10
);

    
RaiiArray
<
const
 
char
*>
 
const_char_ptr_array
 
=
 
RaiiArray
<
const
 
char
*>
(
10
);

    
int_array
[
5
]
 
=
 
25
;

    
float_array
[
5
]
 
=
 
25.0f
;

    
string_array
[
5
]
 
=
 
std
::
string
(
"25"
);

    
const_char_ptr_array
[
5
]
 
=
 
"25"
;

}

```

É importante citar que a biblioteca padrão do C++ moderno fornece alternativas RAII melhores para alocação dinâmica de memória, como std::vector, std::unique_ptr, std::shared_ptr e std::weak_ptr.

### Arquivo
A classe abaixo encapsula chamadas do gerenciamento de arquivos da biblioteca padrão do C usando RAII:
```
#include
 
<cstdio>

class
 
arquivo
 
{

  
std
::
FILE
*
 
m_ptrArquivo
;

public
:

  
arquivo
(
const
 
char
*
 
nomeArquivo
)

    
:
 
m_ptrArquivo
(
std
::
fopen
(
nomeArquivo
,
 
"w+"
))

  
{

    
if
 
(
!
m_ptrArquivo
)

      
throw
 
std
::
runtime_error
(
"Erro ao abrir o arquivo."
);

  
}

  
// atribuição e cópia não implementados, prevenindo o uso

  
arquivo
(
const
 
arquivo
&
)
 
=
 
delete
;

  
arquivo
&
 
operator
=
(
const
 
arquivo
&
)
 
=
 
delete
;

  
~
arquivo
()
 
{

    
if
 
(
std
::
fclose
(
m_ptrArquivo
)
 
!=
 
0
)
 
{

      
// lida-se com erros do sistema de arquivos, fclose() pode falhar

    
}

  
}

  
void
 
escreve
(
const
 
char
*
 
texto
)
 
{

    
if
 
(
std
::
fputs
(
texto
,
 
m_ptrArquivo
)
 
==
 
EOF
)

      
throw
 
std
::
runtime_error
(
"Erro ao escrever no arquivo."
);

  
}

};

```

Pode-se usar a classe acima da seguinte forma:
```
void
 
exemplo_de_uso
()

{

  
// abre o arquivo (adquire e inicializa o recurso)

  
arquivo
 
arquivoLog
(
"arquivoLog.txt"
);

  
arquivo
.
escreve
(
"Olá, log!"
);

  
// continua usando arquivoLog...

  
// lança exceções ou retorna sem se preocupar em fechar o recurso,

  
// ele é fechado automaticamente quando seu escopo termina

}

```

A essência do idioma RAII é que a classe arquivo encapsula o gerenciamento do recurso FILE*, adquirindo e liberando automaticamente a memória, sem que seja necessário se preocupar com isso.

## Uso e alternativas em outras linguagens
Objetos Java são destruídos automaticamente em tempos indeterminados pelo coletor de lixo. Os recursos então devem ser manualmente fechados pelo programador. O exemplo anterior deve ser escrito da seguinte maneira em Java:
```
void
 
java_example
()
 
{

  
// abre o arquivo (adquire o recurso)

  
LogFile
 
logfile
 
=
 
new
 
LogFile
(
"logfile.txt"
)
 
;

  

  
try
 
{

    
logfile
.
write
(
"hello logfile!"
)
 
;

    
// continua usado logfile ...

  
}
 
finally
 
{

    
// fechamento explícito do recurso

    
logfile
.
close
();

  
}

}

```

A responsabilidade de liberar o recurso recai sobre o programador em cada ponto onde o recurso é usado, e não de forma genérica em um local único.